# Junge Welt-Pokal 1953
Der Junge Welt-Pokal 1953 war die 5. Auflage des höchsten Fußball-Pokalwettbewerbs der Altersklasse 17/18 auf dem Gebiet der DDR, der von der Sektion Fußball durchgeführt wurde. Er begann am 1. März 1953 mit der Qualifikationsrunde und endete am 6. April 1953 mit dem Finale beim gesamtdeutschen Endrundenturnier in Halle (Saale). Pokalsieger wurde die BSG Wismut Neuwürschnitz nach einem 2:0 über Titelverteidiger Empor Halle.

## Qualifikation

### Teilnehmende Mannschaften
An der Qualifikation zum Junge Welt-Pokal der Junioren (A-Jugend) für die Altersklasse (AK) 17/18 nahmen die Pokalsieger bzw. dessen Vertreter der 14 Bezirke auf dem Gebiet der DDR sowie der Pokalsieger und Pokalfinalist aus Ost-Berlin teil. Spielberechtigt waren Spieler bis zum 18. Lebensjahr (Stichtag: 1. August 1934).
Folgende Mannschaften nahmen an der Qualifikation zum Junge Welt-Pokal teil:
| - Bezirk Rostock BSG Lokomotive Stralsund - Bezirk Schwerin BSG Post Schwerin - Bezirk Neubrandenburg BSG Turbine Neubrandenburg - Bezirk Potsdam BSG Empor Neuruppin - Ost-Berlin Sportfreunde Johannisthal SG Buchholz | - Bezirk Frankfurt (Oder) BSG Lokomotive Frankfurt - Bezirk Magdeburg BSG Turbine Magdeburg - Bezirk Halle BSG Chemie Bitterfeld - Bezirk Leipzig BSG Chemie Leipzig - Bezirk Cottbus BSG Traktor Herzberg | - Bezirk Dresden BSG Empor Kamenz - Bezirk Karl-Marx-Stadt BSG Wismut Neuwürschnitz - Bezirk Erfurt BSG Turbine Weimar - Bezirk Gera BSG Motor Neustadt (Orla) - Bezirk Suhl BSG Motor Breitungen |

### Modus
Die Qualifikation wurde im K.-o.-System ausgetragen und es wurde versucht, in 90 Minuten einen Gewinner auszuspielen. War danach kein Sieger gefunden, wurde ein Wiederholungsspiel mit getauschtem Heimrecht angesetzt. Wurde auch in diesem kein Sieger gefunden, kam es zu einem dritten Spiel auf neutralen Platz. Die vier Sieger der 2. Runde qualifizierten sich für das Endrundenturnier.

### 1. Runde
| Datum                  |                            | Ergebnis |                           |
| ---------------------- | -------------------------- | -------- | ------------------------- |
| So 01. März, 13:00 Uhr | BSG Motor Breitungen       | 1:1      | BSG Lokomotive Frankfurt  |
| So 01. März, 13:00 Uhr | BSG Turbine Neubrandenburg | 2:1      | Sportfreunde Johannisthal |
| So 01. März, 13:00 Uhr | BSG Chemie Bitterfeld      | 2:2      | BSG Empor Neuruppin       |
| So 01. März, 13:00 Uhr | BSG Wismut Neuwürschnitz   | 4:2      | BSG Empor Kamenz          |
| So 01. März, 13:00 Uhr | BSG Motor Neustadt (Orla)  | 1:0      | BSG Turbine Magdeburg     |
| So 01. März, 13:00 Uhr | BSG Traktor Herzberg       | 2:1      | BSG Chemie Leipzig        |
| So 01. März, 13:00 Uhr | SG Buchholz                | 3:1      | BSG Lokomotive Stralsund  |
| So 01. März, 14:30 Uhr | BSG Turbine Weimar         | 4:0      | BSG Post Schwerin         |

#### Wiederholungsspiele
| Datum                  |                          | Ergebnis |                       |
| ---------------------- | ------------------------ | -------- | --------------------- |
| Do 04. März, 13:00 Uhr | BSG Lokomotive Frankfurt | 2:2      | BSG Motor Breitungen  |
| 0                      | BSG Empor Neuruppin      | :        | BSG Chemie Bitterfeld |

| Datum                  |                       | Ergebnis |                          | Ort        |
| ---------------------- | --------------------- | -------- | ------------------------ | ---------- |
| 0                      | BSG Motor Breitungen  | :        | BSG Lokomotive Frankfurt |            |
| So 15. März, 13:00 Uhr | BSG Chemie Bitterfeld | 3:1      | BSG Empor Neuruppin      | Ost-Berlin |

### 2. Runde
| Datum                  |                            | Ergebnis |                           |
| ---------------------- | -------------------------- | -------- | ------------------------- |
| So 15. März, 13:00 Uhr | BSG Turbine Neubrandenburg | 6:1      | BSG Turbine Weimar        |
| So 15. März, 13:00 Uhr | BSG Lokomotive Frankfurt   | 2:2      | SG Buchholz               |
| So 15. März, 13:00 Uhr | BSG Wismut Neuwürschnitz   | 1:1      | BSG Motor Neustadt (Orla) |
| So 22. März, 13:00 Uhr | BSG Traktor Herzberg       | 2:3      | BSG Chemie Bitterfeld     |

#### Wiederholungsspiele
| Datum                  |                           | Ergebnis |                          |
| ---------------------- | ------------------------- | -------- | ------------------------ |
| So 22. März, 13:00 Uhr | SG Buchholz               | 3:2      | BSG Lokomotive Frankfurt |
| So 22. März, 13:00 Uhr | BSG Motor Neustadt (Orla) | 1:2      | BSG Wismut Neuwürschnitz |

## Endrundenturnier

### Teilnehmende Mannschaften
Am Endrundenturnier zum Junge Welt-Pokal der Junioren (A-Jugend) für die Altersklasse (AK) 17/18 sollten die vier Sieger der Qualifikation, die Halbfinalisten des Vorjahres, ein durch Losentscheid ermittelter Verlierer der 2. Runde in der Qualifikation und drei Vertretungen aus Westdeutschland teilnehmen.
Nachdem TuRU Düsseldorf und der VfL Benrath vom niederrheinischen Landesverband die Einreise in die DDR verweigert wurde, rückten weitere verfügbare Verlierer der Qualifikation nach. 
Nachträglich erschien noch Eintracht Braunschweig, so dass dreizehn Mannschaften am Turnier teilnahmen.
Spielberechtigt waren Spieler bis zum 18. Lebensjahr (Stichtag: 1. August 1934).
Am Junge Welt-Pokal nahmen folgende dreizehn Mannschaften teil:
| - Qualifikationssieger BSG Turbine Neubrandenburg SG Buchholz BSG Chemie Bitterfeld BSG Wismut Neuwürschnitz | - Halbfinalisten des Vorjahres BSG Empor Halle (PV) TuRU Düsseldorf HSG Wissenschaft Halle BSG Turbine Erfurt (PV) – Pokalverteidiger | - Westdeutschland TSV 1860 München VfR Pforzheim VfL Benrath Eintracht Braunschweig Braunschweig erschien nachträglich | - Nachrücker BSG Turbine Weimar BSG Traktor Herzberg BSG Empor Neuruppin |

### Modus
Im Endrundenturnier wurden die Spiele in vier Staffeln zu je drei bzw. vier Mannschaften nach dem Modus „Jeder gegen Jeden“ ausgetragen. Die vier Staffelsieger ermittelten ab dem Halbfinale den Pokalsieger. Die Spielzeit in der Vorrunde und im Halbfinale ging über 2 × 20 Minuten, die im Endspiel und im Spiel um Platz 3 über 2 × 35 Minuten.

### Vorrunde
Die Spiele der Staffel I und II wurden im Kurt-Wabbel-Stadion und die der Staffel III und IV auf dem Sportplatz der Jugend ausgetragen.

#### Staffel I
Spiele
|                            | Ergebnis |                            |
| -------------------------- | -------- | -------------------------- |
| BSG Turbine Neubrandenburg | 3:1      | TSV 1860 München           |
| Eintracht Braunschweig     | 1:1      | BSG Turbine Neubrandenburg |
| TSV 1860 München           | 2:1      | Eintracht Braunschweig     |

Abschlusstabelle
| Pl. | Mannschaft                 | Sp. | S | U | N | Tore    | Quote | Punkte |
| --- | -------------------------- | --- | - | - | - | ------- | ----- | ------ |
| 1.  | BSG Turbine Neubrandenburg | 2   | 1 | 1 | 0 | 004:200 | 2,00  | 03:10  |
| 2.  | TSV 1860 München           | 2   | 1 | 0 | 1 | 003:400 | 0,75  | 02:20  |
| 3.  | Eintracht Braunschweig     | 2   | 0 | 1 | 1 | 002:300 | 0,67  | 01:30  |

#### Staffel II
Spiele
|                    | Ergebnis |                    |
| ------------------ | -------- | ------------------ |
| VfR Pforzheim      | 1:0      | BSG Turbine Erfurt |
| BSG Empor Halle    | 2:0      | VfR Pforzheim      |
| BSG Turbine Erfurt | 0:3      | BSG Empor Halle    |

Abschlusstabelle
| Pl. | Mannschaft         | Sp. | S | U | N | Tore    | Quote | Punkte |
| --- | ------------------ | --- | - | - | - | ------- | ----- | ------ |
| 1.  | BSG Empor Halle    | 2   | 2 | 0 | 0 | 005:000 | ∞     | 04:0   |
| 2.  | VfR Pforzheim      | 2   | 1 | 0 | 1 | 001:200 | 0,50  | 02:20  |
| 3.  | BSG Turbine Erfurt | 2   | 0 | 0 | 2 | 000:400 | 0,00  | 0:40   |

#### Staffel III
Spiele
|                        | Ergebnis |                        |
| ---------------------- | -------- | ---------------------- |
| BSG Traktor Herzberg   | 1:3      | BSG Empor Neuruppin    |
| HSG Wissenschaft Halle | 2:1      | BSG Turbine Weimar     |
| BSG Empor Neuruppin    | 3:3      | BSG Turbine Weimar     |
| HSG Wissenschaft Halle | 2:1      | BSG Traktor Herzberg   |
| BSG Empor Neuruppin    | 1:3      | HSG Wissenschaft Halle |
| BSG Turbine Weimar     | 1:2      | BSG Traktor Herzberg   |

Abschlusstabelle
| Pl. | Mannschaft             | Sp. | S | U | N | Tore    | Quote | Punkte |
| --- | ---------------------- | --- | - | - | - | ------- | ----- | ------ |
| 1.  | HSG Wissenschaft Halle | 3   | 3 | 0 | 0 | 007:300 | 2,33  | 06:0   |
| 2.  | BSG Empor Neuruppin    | 3   | 1 | 1 | 1 | 007:700 | 1,00  | 03:30  |
| 3.  | BSG Traktor Herzberg   | 3   | 1 | 0 | 2 | 004:600 | 0,67  | 02:40  |
| 4.  | BSG Turbine Weimar     | 3   | 0 | 1 | 2 | 005:700 | 0,71  | 01:50  |

#### Staffel IV
Spiele
|                          | Ergebnis |                          |
| ------------------------ | -------- | ------------------------ |
| BSG Wismut Neuwürschnitz | 1:1      | BSG Chemie Bitterfeld    |
| SG Buchholz              | 1:2      | BSG Wismut Neuwürschnitz |
| BSG Chemie Bitterfeld    | 0:0      | SG Buchholz              |

Abschlusstabelle
| Pl. | Mannschaft               | Sp. | S | U | N | Tore    | Quote | Punkte |
| --- | ------------------------ | --- | - | - | - | ------- | ----- | ------ |
| 1.  | BSG Wismut Neuwürschnitz | 2   | 1 | 1 | 0 | 003:200 | 1,50  | 03:10  |
| 2.  | BSG Chemie Bitterfeld    | 2   | 0 | 2 | 0 | 001:100 | 1,00  | 02:20  |
| 3.  | SG Buchholz              | 2   | 0 | 1 | 1 | 001:200 | 0,50  | 01:30  |

### Halbfinale
Die beiden Halbfinalpartien wurden im Kurt-Wabbel-Stadion ausgetragen.
|                            | Ergebnis |                          |
| -------------------------- | -------- | ------------------------ |
| BSG Turbine Neubrandenburg | 1:2      | BSG Empor Halle          |
| HSG Wissenschaft Halle     | 1:2      | BSG Wismut Neuwürschnitz |

### Spiel um Platz 3
Das Spiel fand im Kurt-Wabbel-Stadion statt.
|                            | Ergebnis |                        |
| -------------------------- | -------- | ---------------------- |
| BSG Turbine Neubrandenburg | 1:3      | HSG Wissenschaft Halle |

### Finale
| Paarung                  | BSG Empor Halle – BSG Wismut Neuwürschnitz |
| Ergebnis                 | 0:2 (0:0) |
| Datum                    | Montag, 6. April 1953 |
| Stadion                  | Kurt-Wabbel-Stadion, Halle (Saale) |
| Zuschauer                | 8.000 |
| Schiedsrichter           | Hans-Joachim Warz (Erfurt) |
| Tore                     | 0:1 D. Selig (54.) 0:2 Schaarschmidt (59.) |
| BSG Empor Halle          | Müller – Demand, Scholz, Hunold – Walter Lauer, Wiegand – Bergholz, Joachim Richter, Siegfried Klepzig , Ronneburger, Mäder Cheftrainer: Werner Arnold                                               |
| BSG Wismut Neuwürschnitz | Horst Schumann – Hermann Selig, Gerhard Dörr, Roland Gräbner – Karl Schürer, Rainer Lötzsch – Achim Blietz, Helmut Schaarschmidt, Peter Kucha, Rainer Hübsch, Dietrich Selig Cheftrainer: Toni Sperl |